# Сайприс-Гарденс (Флорида)
Сайприс-Гарденс (англ. Cypress Gardens) — статистически обособленная местность, расположенная в округе Полк (штат Флорида, США) с населением в 8844 человека по статистическим данным переписи 2000 года.

## География
По данным Бюро переписи населения США статистически обособленная местность Сайприс-Гарденс имеет общую площадь в 11,14 квадратных километров, из которых 9,84 кв. километров занимает земля и 1,29 кв. километров — вода. Площадь водных ресурсов округа составляет 11,58 % от всей его площади.
Статистически обособленная местность Сайприс-Гарденс расположена на высоте 51 м над уровнем моря.

## Демография
| Год переписи        | Нас. |  | %±     |
| ------------------- | ---- |  | ------ |
| 1970                | 3757 |  | —      |
| 1980                | 8043 |  | 114,1% |
| 1990                | 9188 |  | 14,2%  |
| 2000                | 8844 |  | −3,7%  |
| 1970–2000 Источник: |      |  |        |

По данным переписи населения 2000 года в Сайприс-Гарденс проживало 8844 человека, 2630 семей, насчитывалось 3584 домашних хозяйств и 3942 жилых дома. Средняя плотность населения составляла около 793,9 человека на один квадратный километр. Расовый состав населённого пункта распределился следующим образом: 94,09 % белых, 1,92 % — чёрных или афроамериканцев, 0,28 % — коренных американцев, 1,68 % — азиатов, 1,16 % — представителей смешанных рас, 0,86 % — других народностей. Испаноговорящие составили 3,10 % от всех жителей статистически обособленной местности.
Из 3584 домашних хозяйств в 27,3 % воспитывали детей в возрасте до 18 лет, 63,2 % представляли собой совместно проживающие супружеские пары, в 8,0 % семей женщины проживали без мужей, 26,6 % не имели семей. 23,1 % от общего числа семей на момент переписи жили самостоятельно, при этом 12,6 % составили одинокие пожилые люди в возрасте 65 лет и старше. Средний размер домашнего хозяйства составил 2,42 человек, а средний размер семьи — 2,84 человек.
Население статистически обособленной местности по возрастному диапазону по данным переписи 2000 года распределилось следующим образом: 21,5 % — жители младше 18 лет, 5,0 % — между 18 и 24 годами, 23,4 % — от 25 до 44 лет, 26,8 % — от 45 до 64 лет и 23,4 % — в возрасте 65 лет и старше. Средний возраст жителей составил 45 лет. На каждые 100 женщин в Сайприс-Гарденс приходилось 87,9 мужчин, при этом на каждые сто женщин 18 лет и старше приходилось 83,1 мужчин также старше 18 лет.
Средний доход на одно домашнее хозяйство статистически обособленной местности составил 49 778 долларов США, а средний доход на одну семью — 57 387 долларов. При этом мужчины имели средний доход в 39 286 долларов США в год против 26 595 долларов среднегодового дохода у женщин. Доход на душу населения статистически обособленной местности составил 49 778 долларов в год. 2,4 % от всего числа семей в населённом пункте и 3,2 % от всей численности населения находилось на момент переписи населения за чертой бедности, при этом 3,6 % из них были моложе 18 лет и 4,2 % — в возрасте 65 лет и старше.